# Списак грбова пољских племићких кланова
Пољски племићки кланови воде порекло од средњовековних ратничких кланова који су ратовали за краља, војводе или обласне господаре.
Осим пар изузетака, све пољске племићке породице које су припадале једном клану носиле су исти грб. Пољска реч грб (пољ. Herb) значи истовремено и грб али и припадност клану.
Пољски кланови не подразумевају и територију, као што је то случај код шкотских кланова, већ чињеницу да припадају једној групи ратника (или витешком братству). Из тог разлога, понекад и неколико стотина породица једног клана, различитог порекла, имају право, и носе један исти грб.

## Грбови
- Herb Rzeczpospolitej Obojga Narodow
- Herb Abdank (Awdaniec)
- Herb Achinger
- Herb Aksak
- Herb Alabanda
- Herb Allan
- Herb Amadej
- Herb Azulewicz
- Herb Bajbuza
- Herb Bawola-Głowa
- Herb Belina
- Herb Bełty
- Herb Beztrwogi
- Herb Białynia
- Herb Biberstein
- Herb Boenisch
- Herb Bogorya (Bogoria)
- Herb Bogoria, odmiana II
- Herb Bojcza
- Herb Bołoz-Antoniewicz
- Herb Boncza
- Herb Borch (Trzy-Kawki, Trzy-Kruki)
- Herb Boreyko
- Herb Bożawola
- Herb Brama
- Herb Brochwicz
- Herb Brodzic
- Herb Bronic
- Herb Brzuska
- Herb Chalecki
- Herb Charyton
- Herb Chodkiewicz
- Herb Cholewa
- Herb Choryński
- Herb Cielątkowa
- Herb Cieleski
- Herb Ciężosił
- Herb Ciołek
- Herb Czartoryski (Pogoń Litewska odmiana)
- Herb Czewoja
- Herb Dąb
- Herb Dąbrowa
- Herb Dąbrowski (Dołęga odmiana)
- Herb Dębno
- Herb Deszpot
- Herb Dołęga
- Herb Doliwa
- Herb Drogosław
- Herb Druck
- Herb Drużyna
- Herb Drya
- Herb Drya IV
- Herb Drzewica
- Herb Działosza
- Herb Dzik
- Herb Erbs
- Herb Essen
- Herb Estken
- Herb Felseis
- Herb Finke
- Herb Fleming
- Herb Fogelfeder
- Herb Fornalski
- Herb Fornalski (Orlica odm.)
- Herb Giejszt
- Herb Giejsztor
- Herb Giełgud
- Herb Gierałt
- Herb Ginwiłł
- Herb Glinski
- Herb Godziemba
- Herb Gozdawa
- Herb Gozdawa
- Herb Grabie
- Herb Groty
- Herb Gryf
- Herb Grzymała
- Herb Gutak
- Herb Gwiazdy
- Herb Gwiaździcz
- Herb Hejking
- Herb Hełm
- Herb Herburt
- Herb Hilchen
- Herb Hilzen
- Herb Hipocentaur
- Herb Hodyc
- Herb Hołownia
- Herb Hołownia II
- Herb Hornowski
- Herb Hozyusz
- Herb Husarzewski
- Herb Hutor
- Herb Jakimowicz
- Herb Janina
- Herb Jasieńczyk
- Herb Jastrzębiec
- Herb Jelita (Koźlarogi, Koźlerogi, Nagody)
- Herb Jodzieszko
- Herb Junosza
- Herb Kalinowa
- Herb Karęga
- Herb Karnicki I
- Herb Karnicki II
- Herb Karp
- Herb Kierdeja
- Herb Klamry
- Herb Komar
- Herb Kopacz
- Herb Kopaszyna
- Herb Korab
- Herb Korczak
- Herb Korczyk
- Herb Kordysz
- Herb Korsak
- Herb Korwin (Ślepowron odmiana)
- Herb Korybut
- Herb Kościesza
- Herb Kostrowiec I
- Herb Kostrowiec II
- Herb Kot-Morski
- Herb Kotwica
- Herb Kotwicz
- Herb Kownia
- Herb Kozłowski
- Herb Kronwald
- Herb Kruzer
- Herb Kryszpin
- Herb Krzywda
- Herb Księżyc
- Herb Kujk
- Herb Kulikowski
- Herb Kułak
- Herb Kur
- Herb Kusza
- Herb Kuszaba
- Herb Łabędź
- Herb Lachnicki
- Herb Larysza
- Herb Leliwa
- Herb Leszczyc
- Herb Lis
- Herb Łodzia
- Herb Lubicz
- Herb Łuk
- Herb Mądrostki
- Herb Masalski ks. III
- Herb Miller
- Herb Mogiła
- Herb Nabram
- Herb Nałęcz
- Herb Nieczuja
- Herb Niesobia
- Herb Nowina
- Herb Odrowąż
- Herb Odwaga
- Herb Odyniec
- Herb Ogończyk
- Herb Oksza
- Herb Orda
- Herb Orla
- Herb Osek
- Herb Ossorya
- Herb Ostoja
- Herb Ostroga
- Herb Ostrogski
- Herb Piastów
- Herb Pierzchała
- Herb Pilawa
- Herb Piłsudski
- Herb Pobóg
- Herb Pogoń Litewska
- Herb Pogoń Ruska
- Herb Półkozic
- Herb Pomian
- Herb Poraj
- Herb Poronia
- Herb Pół Orła
- Herb Późniak
- Herb Prus I
- Herb Pus II (Wilczekosy)
- Herb Prus III
- Herb Przegonia
- Herb Przerowa
- Herb Przyjaciel
- Herb Puchała
- Herb Radwan
- Herb Radzislaw
- Herb Radziwiłł (Trąby odmiana)
- Herb Rawicz
- Herb Roch III
- Herb Rogala
- Herb Rola
- Herb Rozmiar
- Herb Samson
- Herb Sapieha (Lis odmiana)
- Herb Sas
- Herb Siekierz
- Herb Skarbomierz
- Herb Ślepowron (Bujno, Korwin)
- Herb Sołtyk
- Herb Starykoń
- Herb Straszyński
- Herb Strzemię
- Herb Sulima
- Herb Świąt
- Herb Świeńczyc
- Herb Świerczek
- Herb Świnka
- Herb Syrokomla
- Herb Szeliga
- Herb Szembek
- Herb Szreniawa
- Herb Tarnawa
- Herb Tępa-Podkowa
- Herb Topór
- Herb Trąby
- Herb Trestka
- Herb Trójstrzał
- Herb Trzaska
- Herb Trzy-Gwiazdy
- Herb Trzywdar
- Herb Wadwicz
- Herb Waga
- Herb Warnia
- Herb Wąż
- Herb Wczele
- Herb Wieniawa
- Herb Wierzbna
- Herb Wilcza-Głowa
- Herb Wolf
- Herb Wysocki
- Herb Wyssogota
- Herb Zabawa
- Herb Zadora
- Herb Zagłoba
- Herb Zaremba
- Herb Zerwikaptur
- Herb Zetynian
- Herb Zgraja (Janina odmiana)